# Variable-Data Intelligent PostScript Printware
Variable-Data Intelligent PostScript Printware ist eine Seitenbeschreibungssprache, die von Xerox entwickelt wurde. Die Sprache basiert auf PostScript und ermöglicht die Trennung zwischen variablen und fixen Bestandteilen einer zu druckenden Seite. Der Vorteil besteht in einem geringeren Datenvolumen beim Digitaldruck. Um VIPP nutzen zu können, muss der Raster Image Processor (RIP) VIPP interpretieren können.
Falsch ist die Bezeichnung als „Variable Input Production Print“.